# Klimkowicze
Klimkowicze – wieś w Polsce położona w województwie podlaskim, w powiecie siemiatyckim, w gminie Milejczyce. Leży nad rzeką Nurczyk.
W latach 1975–1998 miejscowość administracyjnie należała do województwa białostockiego.
Według Powszechnego Spisu Ludności z 1921 roku wieś zamieszkiwało 47 osób, wśród których 41 było wyznania prawosławnego, a 6 mojżeszowego. Jednocześnie wszyscy mieszkańcy zadeklarowali polską przynależność narodową. Było tu 8 budynków mieszkalnych.
Wierni kościoła rzymskokatolickiego należą do parafii św. Stanisława w Milejczycach.